# Deutsches Gruben- und Feldbahnmuseum
Das Deutsche Gruben- und Feldbahnmuseum (bis 2022 Gruben- und Feldbahnmuseum Zeche Theresia) ist ein technisches Museum in Witten-Bommern im Ruhrgebiet. Es befindet sich unterhalb von Schloss Steinhausen auf dem Gelände der 1892 geschlossenen Zeche Theresia und ist Teil des Bergbauwanderwegs Muttental.

## Museumsgeschichte
Bereits ab 1989 wurden auf dem ehemaligen Zechengelände Loks und Waggons ausgestellt. Das Museum wurde nach 13-jähriger Aufbauzeit im Jahre 2002 eröffnet.
Betrieben wird das Museum von der 1986 gegründeten und als gemeinnützig anerkannten Arbeitsgemeinschaft Muttenthalbahn. Zweck des Vereines ist es, historisch wertvolle Schienenfahrzeuge aus dem Gruben- und Feldbahnbereich im Rahmen einer musealen Sammlung und möglichst betriebsfähig der Nachwelt zu erhalten. Ihren Namen „Muttenthalbahn“ verdankt die Initiative der Muttentalbahn, einer Schienenstrecke, die im 19. Jahrhundert dem Kohletransport vor Ort diente.

### Unwetter am 15. Juli 2021
Ein durch starke Regenfälle ausgelöster Erdrutsch traf am 15. Juli 2021 die hangseitige Wand des Lokschuppens, woraufhin diese teilweise einstürzte. Im Lokschuppen befindliche Lokomotiven sowie dort gelagertes Material wurden schwer beschädigt. Durch weitere Erdabgänge und Regenwasser führten zu weiteren, teils schweren Schäden an Fahrzeugen, Gebäuden und Gleisanlagen; die Museumsstrecke wurde durch umgestürzte Bäume und Erdmassen unbefahrbar.
Bis zum Frühjahr 2022 konnte, mit Hilfe zahlreicher Freiwilliger und der Unterstützung einiger Unternehmen, Bahnstrecke und Museumsgelände wieder hergerichtet werden. Der Lokschuppen ist jedoch noch immer stark beschädigt, auch wurden nicht alle Schäden an Fahrzeugen beseitigt (Stand: 2022). Am 10. April 2022 konnte das Museum wieder für Besucher öffnen und Fahrten auf der Museumsstrecke durchführen.

### Ausbaupläne
Seit mehreren Jahren bestehen Pläne, auf dem Gelände der ehemaligen Eisengießerei Ritz, welches unmittelbar westlich an das Gelände des Industriemuseums Zeche Nachtigall angrenzt, einen Erweiterungsbau zu errichten. Die Arbeitsgemeinschaft Muttenthalbahn hat zu diesem Zweck das Gelände gepachtet und ein Konzept für dessen Erschließung und Nutzung erarbeitet; im Jahr 2018 wurden bereits Fördermittel für die Umsetzung des Konzeptes bewilligt. Parallel dazu plant auch das Industriemuseum Zeche Nachtigall eine Erweiterung. Beide Vorhaben werden von der Stadt Witten im Großprojekt Ruhrfenster im Rahmen der IGA 2027 berücksichtigt.

## Fahrzeugsammlung

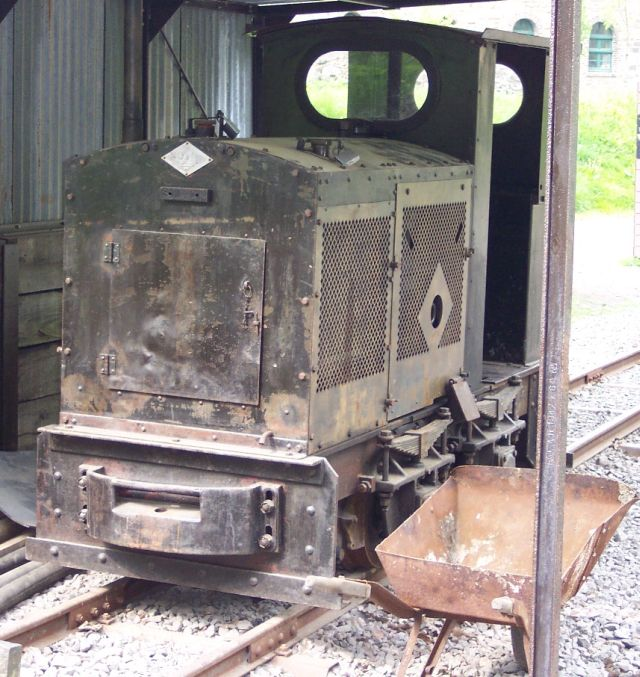
Eine O&K-Feldbahnlokomotive des Museums

Die Fahrzeugsammlung besteht aus 92 Lokomotiven und ca. 200 Waggons (Stand: April 2006). Es werden Diesel-, Elektro- und Pressluftlokomotiven, Personen- und Förderwagen aus dem Bergbau sowie zahlreiche Loren aus dem Feldbahnbereich ausgestellt.
Das Museum sammelt nicht nur Grubenbahnen aus dem Ruhrgebiet, ein Großteil der Sammlung stammt aus Niedersachsen von den dortigen Torfabbaugebieten. Auch englische Waggons, mit denen während des Ersten Weltkrieges Munition an die belgische Front transportiert wurde, gibt es zu sehen.
Diese Wagen wurden von den Vereinsmitgliedern zu Personenwagen umgebaut und werden im Fahrbetrieb eingesetzt.

## Bahnstrecke
Das Museum betreibt eine extra für die Besucher angelegte Bahnstrecke, die vom Parkplatz Nachtigallstraße durch das Gruben- und Feldbahnmuseum bis auf das Gelände des nahen LWL-Industriemuseums Zeche Nachtigall führt.
Die Museumsstrecke beginnt an einem Haltepunkt zwischen der Ruhrtalbahn und dem Parkplatz Nachtigallstraße, an welchem ein Ausweichgleis das Umsetzen der Lokomotive ermöglicht. Sie verläuft weiter parallel zur Ruhrtalbahn, überquert am einzigen Bahnübergang der Strecke die Nachtigallstraße und führt auf das Museumsgelände mit seinen umfangreichen Gleisanlagen, wo ein weiterer Haltepunkt den Zutritt zum Museum ermöglicht. Bis zum Ruhrtalbahn-Haltepunkt Zeche Nachtigall verläuft die Strecke weiter entlang der Nachtigallstraße und führt schließlich auf das Gelände des Industriemuseums Zeche Nachtigall, wo sich der dritte Haltepunkt der Strecke befindet. Hier ist die Strecke an die umfangreichen Gleisanlagen des Museums angeschlossen, zu welchen unter anderem eine Schleife um die Ringöfen der ehemaligen Ziegelei und eine kurze Tunnelstrecke durch einen ehemaligen Verbindungsstollen zählen.
Besucher können an Fahrtagen zwischen den drei Haltepunkten pendeln; ein Personenzug verkehrt im Stundentakt. Für einen Betrag von 4,00 € kann eine Tagesfahrkarte erworben werden, welche zu beliebig vielen Fahrten berechtigt.